# Vladimir Durković
Vladimir Durković, srbskou cyrilicí Владимир Дурковић (6. listopad 1937, Đakovica – 22. červen 1972, Sion) je bývalý jugoslávský fotbalista srbské národnosti. Hrával na pozici obránce.
S jugoslávskou reprezentací získal stříbrnou medaili na mistrovství Evropy roku 1960, na němž byl zařazen i do all-stars týmu turnaje. Zúčastnil se i mistrovství světa 1962, kde Jugoslávci skončili čtvrtí. Má také zlatou medaili z olympijských her v Římě roku 1960. Celkem za národní tým odehrál 50 utkání.
S Crvenou Zvezdou Bělehrad se stal pětkrát mistrem Jugoslávie (1955/56, 1956/57, 1958/59, 1959/60, 1963/64) a třikrát získal jugoslávský pohár (1957/58, 1958/59, 1963/64). V dresu AS Saint-Étienne vybojoval tři mistrovské tituly (1967/68, 1968/69, 1969/70) a dva francouzské poháry (1967/68, 1969/70).
Zemřel za tragických okolností, když ho v 34 letech ve švýcarském Sionu omylem zasáhla kulka z policejní pistole opilého policisty, který byl následně odsouzen k 9 letům vězení, z nichž si odseděl 7 let.. 